# Amanda Zahui B.
Amanda Zahui B., née le 8 septembre 1993 à Stockholm (Suède), est une joueuse suédoise de basket-ball.

## Biographie
Avec son club de Telge Basket, elle deux fois championne de Suède et double MVP du championnat. En Eurocoupe féminine 2011, elle inscrit 18,7 points et 12,2 rebonds en six rencontres avec notamment 31 points et 18 rebonds face aux Lotto Young Cats.  Elle obtient des statistiques brillantes lors du championnat d'Europe U16 (12.4 points et 12.1 rebonds) en 2007 alors qu'elle n'a que treize ans. Lors de son premier championnat U18, elle inscrit 15,8 points, 9,7 rebonds, 1,6 passe décisive et 1,7 contre puis 15,2 points et 8,1 rebonds en 2011 pour conduire la Suède jusqu'en demi-finales.
Redshirt en 2012-2013, elle se distingue dès son année freshman avec les Golden Gophers du Minnesota avec 34 rencontres débutées. Elle établit un record de la saison pour Minnesota avec 394 rebonds et 105 contres.  
Elle connaît une superbe année sophomore avec 18,8 points, 12,9 rebonds et 4,1 contres et une première qualification de Minnesota pour le tournoi final NCAA depuis 2009. Membre de l'Academic All-Big Ten 2014 et 2015, ses statistiques sont de  15,4 points et 11,5 rebonds. Elle inscrit un triple-double de 25 points, 11 rebonds et 11 contres face aux Buckeyes d'Ohio State, établit la meilleure performance de l'année aux rebonds avec 29 prises contre Iowa, 12 contres Penn State et réussite ses 11 tirs face à Purdue. Elle est l'une des joueuses de la NCAA à réussir deux triple-double en 2014-2015. Ses 135 contres sont le nouveau record sur une saison des Gophers, tout comme son total rebonds (426) et de rebonds défensifs (299). Elle est la première Gopher nommée dans le premier cinq national par AP.  Elle annonce sa candidature pour la draft WNBA 2015 dans laquelle elle devrait jouer les premiers rôles. Second choix, elle décide de faire l'impasse sur l'Euro 2015 pour mieux se concentrer sur sa saison rookie avec le Shock de Tulsa.
Avant même le début de la saison WNBA, elle s'engage pour la saison 2015-2016 avec le club turc d'Adana ASKI où elle doit former un duo intérieur avec la brésilienne Érika de Souza.
Après une saison rookie timide (3,4 points et 2,4 rebonds en 31 rencontres) avec un potentiel entrevu à longue distance et aux contres, elle est échangée peu avant le début de la saison WNBA 2016 par Dallas avec le Liberty de New York contre un second tour de la draft WNBA 2017. Assez peu utilisée, elle se montre à son avantage pour sa première titularisation avec le Liberty lors d'une victoire 92 à 95 sur le Lynx du Minnesota avec 17 points inscrits, puis 14 points à six tirs réussis sur 9 contre les Stars de San Antonio le 10 juillet.
Elle s'engage en Europe pour 2016-2017 avec le club russe de Nadejda Orenbourg. Début novembre, elle inscrit 15 points et 11 rebonds pour contribuer à la victoire de son équipe sur Villeneuve-d'Ascq.
Pour 2017-2018, elle joue en République tchèque avec l'USK Prague.
En 2019, elle s'engage avec l’équipe chinoise de Shandong, mais doit quitter le pays assez rapidement en raison de la pandémie de Covid-19 et s'engage ensuite avec le club d’Antioche début mars mais ne peut disputer qu’un seul match de nouveau en raison de la pandémie de Covid-19 en Turquie. Pour la saison 2020-2021, elle retrouve la Russie au Dynamo Koursk.

## Clubs
| Saisons   | Équipe                      | Pays       |
| 2009-2012 | Telge Basket                | Suède      |
| 2012-2015 | Golden Gophers du Minnesota | États-Unis |
| 2015      | Shock de Tulsa              | États-Unis |
| 2015-2016 | Adana ASKI                  | Turquie    |
| 2016-2020 | Liberty de New York         | États-Unis |
| 2016-2017 | Nadejda Orenbourg           | Russie     |
| 2017-2018 | USK Prague                  | Tchéquie   |
| 2018-2019 | Uniqa Sopron                | Hongrie    |
| 2019-2020 | Shandong Six Stars          | Chine      |
| 2020      | Hatay BB Antioche           | Turquie    |
| 2020-     | Dynamo Koursk               | Russie     |
| 2021-     | Sparks de Los Angeles       |            |

## Palmarès
- Championne de Suède : 2011 et 2012

## Distinctions personnelles
- Meilleur cinq AP 2015
- Big Ten Player of the Year (media) 2015
- First Team All-Big Ten (coaches & media) 2015
- Big Ten All-Defensive Team 2015
- Big Ten All-Tournament Team 2015
- Deux fois ESPNW National Player of the Week (1/5, 2/23) 2015
- 4 fois Big Ten Player of the Week (12/30, 1/5, 2/2, 2/24) 2015[2].
- WBCA All-America Honorable Mention 2014
- Full Court Freshman All-America First Team 2014
- Big Ten Freshman of the Year 2014
- All-Big Ten First Team (medias) 2014
- All-Big Ten Second Team (coaches) 2014
- Big Ten All-Freshman Team 2014
- Big Ten All-Defensive Team 2014
- 4 fois Big Ten Player of the Week (11/25, 12/9, 12/31, 3/3) 2014
- 7 fois Big Ten Freshman of the Week (11/25, 12/9, 12/23, 12/31, 2/11, 2/17, 3/3) 2014
- Academic All-Big Ten 2014, 2015[2].